# Pandermit
Pandermit eller Priceit är ett vattenhaltigt mineral av kalciumborat och är släkt med kolemanit. Det är sällsynt och har bara hittats i ett fåtal malmer.
Pandermit förekommer som derba eller finkorniga aggregat, snövita, liknande marmor, av storlek från ett senapsfrö till 1/2 ton, i tertiära gipslager vid staden Bandırma (Panderma) vid Marmarasjön där det använts för tillverkning av borax. Mineralet har även hittats på platser som Chetco, Oregon, Death Valley och nordvästra Turkiet. År 1862 bröts små mängder av detta mineral vid Chetco, Oregon.

## Namn och etymologi
Mineralet är uppkallat efter Thomas Price som är den förste att studera det. Mineralets tidigare namn var pandermit efter Panderma-området i Turkiet.